# Sciotropis lattkei
Sciotropis lattkei – gatunek ważki z rodzaju Sciotropis, dawniej zaliczanego do rodziny Megapodagrionidae, a od 2013 roku klasyfikowanego jako „Incertae sedis group 8” w obrębie nadrodziny Calopterygoidea. Jest endemitem wschodniej części Kordyliery Nadbrzeżnej, położonej na półwyspie Paria w północnej Wenezueli; jedyne dwa znane stanowiska znajdują się na terenie Parku Narodowego Península de Paria.